# De liegende leugendetector
De liegende leugendetector is het 153e album uit de reeks van De avonturen van Urbanus. Het stripalbum verscheen in 2013 in België.

## Verhaal
In De liegende leugendetector betrapt Eufrazie Cesar bij Wulpse Zulma en legt hem aan de leugendetector. Maar Cesar maakt haar eerst wijs dat hij gewoon de klink kwam herstellen. Door een slim plan zorgt Cesar dat Eufrazie toch gelooft dat hij het niet gedaan heeft. Maar als Cesar écht een lamp gaat herstellen, wordt hij wel gestraft. Liegt de leugendetector nu of niet?